# 阿特拉斯聳聳肩
《阿特拉斯聳聳肩》，又譯為《阿特拉斯摆脱重负》，是一本由美國哲學家和小說家艾茵·蘭德撰寫的小說，最先在1957年出版。此書為蘭德出版的第四本也是最後一本的小說，而且又是她最長的一本，被認為是蘭德的代表作。《阿特拉斯聳聳肩》包含了科幻、哲學、政治、神秘、愛情等成分，同時也是闡述了蘭德的客觀主義哲學的最主要作品。
小說描述在一個反烏托邦的美國下，因為日漸沉重的稅賦和政府管制，社會上最有生產力的人開始逐漸失蹤，因而使產業停止運作。在小說裡，消失的生產家們是由約翰·高爾特所領導的，藉由抽走這群帶動社會成長和生產的創新人士，高爾特的目的是要停止「轉動世界的力量」，使集體主義的社會體會到當個體無法自由創造和獲利時的嚴重後果。在這場企業家主導的「罷工」中，有生產力的個體拒絕再成為社會或政府的奴隸，而利潤動機的消失則導致了社會的崩潰。小說從女主角達格妮·塔格特的角度出發，檢視一個社會如何在政府擴張對產業管制的情況下逐漸崩潰。
小說的名稱是比喻若希腊神话裡的泰坦阿特拉斯拒絕再替世界「肩扛重負」時的情況。在小說中，兩位主要的角色弗蘭西斯科·德安孔尼亞和漢克·里爾登有過這樣一段對話，德安孔尼亞問里爾登說他若是看到阿特拉斯「越辛苦背扛世界，在他肩膀上的負擔就變得越沉重」的情況時會有什麼建議，里爾登無法回覆，德安孔尼亞於是回答：「聳肩擺脫重負」。
蘭德說這本小說的主題是在說明「一個人的心靈如何造就他的存在」，蘭德在這本書裡提出的許多思想都成為客觀主義哲學的主軸，這本書解釋了蘭德對人類個體存在和成就的認知，並進而闡述蘭德哲學的許多成分例如她對理性、個人主義、資本主義的支持，以及對於集體主義和政府暴力的反對。
阿特拉斯一書於1957年初版時立刻成為美國全國的暢銷書，卻受到大量文學新聞界等主流知識分子的負面評價，儘管在接下來幾十年裡此書的銷售和受歡迎度從未減退。

## 寫作背景
蘭德稱阿特拉斯一書為「懸疑小說」，因為此書「是描寫對一個人精神上而不是肉體上的謀殺，以及他的精神如何接著復生。」 蘭德稱她寫作這本小說的目的是為了「顯現出人們多倚賴和需要那些改變世界的創造者，但卻如此惡毒對待他們」並且描繪出「當世界沒有了這群創造者時會怎麼樣」。蘭德也將此書稱為是一本愛情小說。 
蘭德說她最初的靈感來自於一通1943年與朋友的電話交談，那位朋友堅持蘭德應該寫一本小說來向讀者們解釋她的哲學，蘭德回覆道：「若是我罷工了呢？若是全世界的創造者都罷工了會怎樣？」蘭德從中得到靈感，要寫一本探討人類心靈和理性私利對他們生命的重要影響的小說，描繪若是世界上「有思想」的人都因為政府的管制和搶奪而罷工，決定不再發明新東西、創作藝術、做生意、進行研究的時候，會產生怎麼樣的後果。最初蘭德把小說的標題取為「罷工」，但後來她認為這個標題會提前向讀者暴露小說的情節，於是接受她的丈夫弗蘭克·奧康諾的建議將書名改為阿特拉斯聳聳肩。
為了撰寫阿特拉斯一書，蘭德對美國的產業進行了廣泛的研究，尤其是她用以作為小說主軸的鐵路產業。蘭德多年前曾寫下一篇依據她對羅伯特·奧本海默就原子彈議題採訪所改編的劇本，最後沒有被採納，她便以此劇本為題材，以奧本海默作為小說中的科學家羅伯特·斯塔德勒的雛型，以及他所研究的「X計畫」。為了完善小說的背景，蘭德還採訪了許多產業設施，例如美國鋼鐵業鉅子亨利·凱澤的煉鋼廠，並乘坐紐約中央鐵路的火車，甚至親自駕駛其中一部火車頭。
蘭德自稱受到了维克多·雨果、費奧多爾·陀思妥耶夫斯基、歐·亨利等人的影響。另外，網路專欄作家Justin Raimondo指出美國記者加雷·加勒特（Garet Garrett）在1922年的小說The Driver與蘭德的阿特拉斯一書有許多雷同的地方，比如兩者都是有關鐵路公司、都是反對社會主義，並質疑蘭德抄襲了加勒特，然而這種說法則被斯蒂芬·金塞拉等許多人所反駁，金塞拉認為蘭德根本從不知道加勒特的存在，Bruce Ramsey並且指出兩書的劇情、角色、文調、主題都完全不同。
出版此書的藍燈書屋出版者Bennet Cerf最初為了說服蘭德由他們出版這本小說，建議蘭德進行一場「哲學測驗」，將手稿送至各大出版社，依據得到的評價來決定出版社。由於蘭德之前在1943年出版的小說《源頭》的銷售成功，藍燈書屋決定這次第一批就印出10萬本書。這本小說徹底改變了蘭德的寫作生涯，使她不再只是個小說家，而是一個哲學運動的創始者。

## 概要

### 佈局
《阿特拉斯聳聳肩》將背景設在一個年代未知的反烏托邦的美國社會，在這個架空背景下，美國有的不是國會而是「國家立法會」，而總統則被「國家領導人」取代。Edward Younkins對此評論道：「這本小說的背景同時是永恆的也是時間錯綜的」。小說裡美國的工業架構似乎類似19世紀末期的情況，但社會的普遍情緒則和1930年代相當類似，而社會文化和科技層次則屬於1950年代。許多20世紀初的技術都存在小說裡，而鋼鐵業和鐵路則特別重要，噴射機是屬於剛剛出現的實驗技術，而電視則遠沒有廣播來的有影響力。儘管小說裡提到眾多國家，但卻沒有提到蘇聯的存在，也沒有提到第二次世界大戰或是冷戰。小說暗示當時世界各國的政府都在走向大政府國家主義的方向，而且很類似於馬克思主義的道路，經常是以「人民共和國」為國名，小說裡也提到美國和這些人民共和國是如何國有化私人企業。小說裡支配主流的混合經濟常勾起人們回憶19世紀美國曾經出現的「純正」資本主義，被認為是失去了的黃金年代。

### 結構
小說被分為三個部分，每個部分都有十個章節。Robert James Bidinotto寫道：「每個章節的名稱似乎都帶有多種含意，比如小說的三個部分是以亞里斯多德的邏輯法則命名－第一部分稱為「無矛盾」、第二部分稱為「非此即彼」、第三部分稱為「A是A」，也就是對同一律的表達。」

### 劇情概要
小說一開始描述塔格特泛陸運輸公司的副總裁、女商業鉅子達格妮·塔格特，她繼承了她祖父承傳下來的這間龐大的鐵路公司，努力的四處奔波要在被集體主義和國家主義支配的經濟環境下替公司謀取生路。而在她奮鬥的同一時間，擔任公司總裁、同時也是她哥哥的詹姆斯·塔格特意識到公司的處境艱難，但卻優柔寡斷，無法做出正確決定，而且還常犯下錯誤的決策，例如他向有政治影響力但卻持續延誤交貨的無能公司購買鋼鐵，而不是選擇價格低廉又高品質的漢克·里爾登鋼鐵。達格妮因而經常與他哥哥起衝突，並堅持採取她自己的路線。在同一時期，達格妮很失望的看著她的舊日情人尼弗蘭西斯科·德安孔亞似乎墮落成為一個散盡家財的花花公子，毀了他早年繼承他父親而來的龐大銅業公司。
漢克·里爾登是一名白手起家的鋼鐵鉅子，他剛剛發明出了一種新的鐵合金，是世界上最強硬而又穩定的鋼鐵，將其稱為「里爾登鋼鐵」。里爾登決定不公開此鋼鐵的製作方法，也因此引起了他的競爭者的忌妒和社會評論家的批評。對此政府資助的科學知識分子出面造謠，宣稱里爾登鋼鐵是危險而不耐用的。達格妮卻力排眾議，堅持使用里爾登鋼鐵。在私人生活上漢克·里爾登的妻子卻是一個善於操弄人而又不支持他事業的女人，而里爾登的弟弟則是依賴他金錢資助卻絲毫不懷感恩之心的人。同時達格妮認識了一名叫做衛斯理·莫奇的華盛頓特區的政治遊說客，此人原先是幫里爾登工作，但後來會接連背叛里爾登和達格妮。莫奇逐漸透過他在政治上的連結和影響力，推動政府控制所有商業行動和民間公司，藉此摧毀自由市場以及所有人成功創業的機會。同時登場的還有石油大亨艾利斯·威特，他一手打造了成功的威特石油公司，並且成為里爾登和達格妮兩人少數的盟友，三人一起企圖創建一個突破政府控制的自由企業體系。
隨著政府機構不斷增加他們對於自由企業的管制，經濟情況也不斷的惡化。已經被政府宣傳長期影響的大眾無法抵抗，同時卻對黯淡的未來前景感到擔憂，逐漸的民間開始流傳一句諺語：「誰是約翰·高爾特？」由於根本沒人知道約翰·高爾特是誰，每當有人對社會時事等嚴肅議題提出疑問時，他身旁那些無法給出答案的人便會以「誰是約翰·高爾特？」來回答他，藉此隱喻「不要問不重要的問題，因為我們根本沒有答案」或者是更悲觀的「知道了又能怎樣？」
達格妮和里爾登決定一同合作，利用新發明的里爾登鋼鐵鋪建一條跨越科羅拉多州的高速鐵路，並計畫以此路線載客和替艾利斯·威特運輸石油。儘管知識分子和政府官僚的阻撓和批評，達格妮仍成功完成此路線，並特意將其命名為「約翰·高爾特線」。達格妮和里爾登一同進行了成功的首班試車，兩人並且發展出戀情。對此蘭德稱達格妮和里爾登的戀愛是男女之間可以達到的最純粹的愛情－他們具有生命中共同的目標、而他們在對方身上都看到了自身最美好的一面。儘管如此，里爾登卻對這段婚外情私底下抱持著隱約的罪惡感。
在此同時，達格妮逐漸觀察到全美國產業上最聰明、最有競爭力的創造者和企業家都開始一一消失，一個接一個的失去蹤影，而各自留下他們原先成功的企業。當中最突出的是艾利斯·威特，在政府宣布將他的石油公司國有化的新聞出現後不久，他便從人間蒸發，而他的廣大油田則被點火引燃，燒黑了半邊天。由於這些企業家的消失，政客和政府官僚們開始越來越不知所措，因為他們根本不知道要如何經營被留下來的生意、和沒有了這些企業家創新的經濟體。
里爾登帶著達格妮開車探查美國各地，在途中他們於一間被廢棄的工廠中發現了一具可以將大氣靜電轉化為動能的實驗性馬達，他們馬上意識到這具馬達的革命性，但由於馬達是未完成品，達格妮決定找出發明此馬達的人。在此同時達格妮也不斷試著找出失蹤的企業家的下落。達格妮接獲情報指出有名科學家曾經成功對實驗馬達進行了逆向工程，然而當她追蹤此名科學家到一座猶他州的機場時，卻發現這名科學家已經和一名神秘的男子一同搭機離開。心急的達格妮獨自駕駛直升機追蹤離去的飛機，最後在一片神秘的無人地帶迫降，發現當地就是約翰·高爾特所一手創立、隱藏在無人山谷之間的「高爾特峽谷」。約翰·高爾特向達格妮解釋峽谷的由來，原來他將那些創造者和企業家都帶來了這裡，包括了尼弗蘭西斯科·德安孔亞、艾利斯·威特等人，希望藉此「罷工」讓外界社會那些使用暴力和道德罪惡感來拘束個體生產力的人體會到後果。小說並且揭露高爾特就是發明了實驗性馬達的人，而且他還曾經在達格妮的鐵路公司當過最基層的鋪路工。
儘管達格妮對高爾特和他的計畫抱持好感，她仍然無法放棄她的鐵路公司，很快就離開了高爾特峽谷。在此時期全國的經濟情況已經惡化到面臨崩潰的地步，一場因為政府管制造成的塔格特鐵路意外導致通往洛磯山脈以西的唯一鐵路被摧毀。在最後的幾個月間，政府不斷宣布「國家領導人」將會進行一場「非常重要」的廣播演講，要全體國民準時聆聽政府即將推出的經濟復甦方案。而同一時間約翰·高爾特到了紐約，在國家領導人發表演說的當天，高爾特侵入了全國廣播系統，向全國人進行了一場數小時的演講（在小說裡總共70頁），演講內容解釋了蘭德客觀主義哲學的中心思想。在高爾特演講之後政府開始崩潰，留下的政客和官僚決定要綁架高爾特並且強迫他拯救國家的經濟，他們藉由跟蹤達格妮抓到了高爾特，但高爾特堅持不願意向他們妥協。接著高爾特的朋友們進行了一場武裝的救援任務將他救出，包含達格妮在內的眾人飛回高爾特峽谷，途中他們看到夜間紐約市的燈光開始熄滅，表示他們的任務已經成功達成。小說最後短暫的描述峽谷裡的企業家如何準備重建經濟，高爾特並向他們宣布已經到了重返世界的時機。

## 主題

### 哲學
阿特拉斯聳聳肩的故事呈現了蘭德客觀主義哲學的整體框架，其中闡述了蘭德所提倡的「道德利己論」和理性私利，這也是蘭德至今最著名的思想。對蘭德而言，所有的道德和罪惡都是取決於一個人是否成功以理智作為最基本的生存工具，理性、正直、誠實、正義、獨立、生產創造、以及因為這些成就而來的驕傲感，這些都是蘭德認為一個客觀主義者不可或缺的道德價值。蘭德書中的各種角色呈現了以她的角度看待世界上眾多依靠不同哲學思想作為生存依據的個體，Robert James Bidinotto寫道：「蘭德徹底拋棄了一般小說裡企圖以日常生活中的平凡角色和對話作為擬真出發點的方式，但她也拒絕將她筆下的角色視為純粹的象徵符號。」蘭德自己則說：「我的角色從來不是簡單的象徵，他們只不過是一些讀者可以從放大鏡角度下看的更清楚的人…比起一般人，我的角色呈現出更鮮明和一致的某些人類特質。」
小說的主題不但提出了對於產業和社會的明顯主張，同時也呈現了與馬克思主義的剝削理論和勞動價值理論完全相反的對照面，這種對比也被蘭德用來在劇情和角色自身的聲明上闡述出她的哲學結論。阿特拉斯聳聳肩探討的包括了法西斯主義、社會主義、共產主義、以及任何由國家干預自由社會的政府形式，認為這些制度在系統上和實踐上都是錯誤的。除此之外蘭德還探討了眾多的議題，例如性、政治、友情、童年、慈善等等。蘭德說這本小說在本質上並不是政治書籍，而是要展現個人心靈和價值觀在社會上扮演的地位。
蘭德主張個體獨立和成就使得社會得以繼續生存和繁榮，也因此是我們應該擁護的對象。但這種個體的概念需要一套理性的道德觀，蘭德主張，隨著時間的發展，強迫個體自我犧牲的任何社會都會邁向毀滅。
同樣的，蘭德也拒絕信仰，她認為信仰只不過是一套假冒是邁向真理的捷徑，事實上卻是摧毀理性和知識的道路。她同時也反對所有形式的上帝和神靈，主張個體應該拒絕一切除了客觀現實以外任何企圖施加「權威」在其心靈上的東西。這本小說裡的許多角色的對話中，都經常談及對於宗教的否定。

### 受害者的認可
「受害者的認可」此一概念是由蘭德的追隨者列奧那多·培可夫所定義的，他將之稱為是「好人願意任由壞人加害、願意因為創造價值而承擔罪名」。蘭德認為邪惡是一種倚賴善良維生的寄生蟲，而只有當好人任由壞人橫行時，邪惡才會存在。阿特拉斯聳聳肩的故事就好比是當這種受害者的認可被拋棄時的情況，當阿特拉斯聳肩擺脫世界重負的那一剎那，他也就停止了他對加害者的認可。
阿特拉斯聳聳肩小說裡的許多角色都自覺他們所處的世界是有問題的，但他們卻無法指出問題的根源，也因此經常因為受害者的認可而掙扎不斷。漢克·里爾登自認為他有義務扶養他的妻子和家庭，儘管他的親人們對他毫無感謝之意，而且還公然表現對他的敵對。這種態度就有如小說裡另一個受害者丹·康维所說的：「我想到頭來總有人要被犧牲，如果結果是我的話，我也沒有權利埋怨。」約翰·高爾特的罷工便是要帶動創造價值的人停止他們對於加害者的認可，進而使得這些帶動世界轉動的力量停止運作，他說：「邪惡本身是無能而又沒有力量的，除非我們任由它從我們身上敲詐而去」以及「我看到了邪惡的無能…也看到了它唯一用來取勝的武器便是利用那些願意服侍它的好人。」
對蘭德來說，我們必須停止接受受害者的身分，停止對於加害者的認同，如此才能實現道德。蘭德認為理性的追求私利是一種美德，不過她也警告私利追求不代表一個人可以任由自身被「怪念頭」掌握，進而想做什麼就做什麼。在蘭德來看，理性私利追求的是明確定義的價值尋求，一套理性的私利追求道德觀拒絕在過程中強迫任何人做出自我犧牲，不論是對個體本身或其他人都一樣。

### 政府和產業
阿特拉斯聳聳肩支持一套純粹自由放任的體制，認為這是一個社會唯一道德的架構方式。蘭德心目中理想的政府由約翰·高爾特所闡述：「我們所要建設的政治體制是根基在一個單一的道德前提上：任何人都不可以透過暴力向他人奪取價值」，他並且說「所有權利的存在先決前提是一個人要可以自由地將他的權利轉換為客觀現實上－亦即思想、工作、獲利的權利，簡單的說，就是財產的權利。」高爾特認為只有活在一個自由放任的資本主義下才不會與他的哲學思想起衝突。
阿特拉斯聳聳肩的故事便是在說明一個社會若是邊緣化甚至是懲罰那些富有生產力的創造家時，便會不可避免的邁向停滯和崩壞。當人們享受自由時，個體的獨立和幸福才能存在，而只有在私人財產被尊重的條件下生產者才能因為他們的貢獻而獲利。對此蘭德在一篇於1964年與花花公子雜誌的訪談時這樣說道：「我們今天所擁有的並不是一個資本主義的社會，而是一個混合經濟，亦即混合了自由和管制的社會。從當今趨勢來看，我們正在邁向獨裁的那一邊。阿特拉斯聳聳肩的故事便是發生在當一個社會到達獨裁階段的時候，當我們到達那個階段時，就是我們挺身罷工的時候，但目前還不是時機。」
蘭德認為政府的行為就有如經濟學上公共選擇理論對其的描述，政客和官僚以利他主義的說辭來欺哄大眾通過他們宣稱可以造就公共利益的法案（例如在小說中隱喻現實世界的「機會平衡法案」和「反狗咬狗條例」），事實上這些法案都只是為利益集團和某些官僚服務，犧牲的卻是社會大眾和那些生產價值的人。

### 私人產權和個人主義
蘭德筆下的英雄必須不斷對抗那些要搶奪他們價值的「寄生蟲」、「強盜」、「小偷」，Edward Younkins （页面存档备份，存于）描述阿特拉斯聳聳肩一書架構出了「一個末世一般的人類發展最後階段，亦即強盜和非強盜之間的衝突。強盜們要求高稅賦、大政府、國有化、政府支出、政府計畫、管制、財富重新分配。」
「強盜」藉由暴力（「在槍口之下」）來沒收他人的收入，這裡的強盜指的包括那些依賴國家機器的潛在暴力做後盾的政客、政府官僚。有些政府官僚只不過是執行其他人下達的政策，比如將一個地區生產的糧食沒收給另一個地區的人食用，而其他人則是主動的濫用這些政策，例如一個管制鐵路的官員盜賣鐵路零件以求獲利。兩種情況下，他們都使用暴力來從生產者身上奪取價值。
「小偷」則是那些要求生產者將價值轉移給無法生產財富的人，然而他們在過程中還不斷的詛咒生產者，忌妒和痛恨他們所擁有的生產才能和天分。小偷最後就有如強盜一般具破壞性，他們藉由向生產者施加罪惡來摧毀價值生產，同時又宣稱價值的轉移是一種「社會責任」，因而正當化了政府進行的強盜勾當。
強盜和小偷在阿特拉斯聳聳肩中不斷出現，從達格妮·塔格特必需不斷應付的政府強盜、到漢克·里爾登的不知感激的小偷家人，以及其他無數搶奪了各種有生產力公司和創造家的強盜，還有小偷們要求美國社會向挨餓中的歐洲國家運輸外援等等。
蘭德同時討論到金錢的重要角色，並且大力抨擊她認為是自古以來對金錢「妖魔化」的各種宗教和哲學傳統。小說中的英雄之一尼弗蘭西斯科·德安孔亞便曾對此說道：
原來你認為金錢是萬惡之源？…你問過金錢的根源又是什麼嗎？金錢是交換的工具，如果沒有了生產出來的商品和生產出商品的人，它就無法存在。人們如果希望彼此打交道，就必須用貿易的方式，用價值換取價值，金錢不過體現這個原則的物質形式罷了。金錢不是憑眼淚來向你索取產品的小偷的工具，也不是巧取豪奪的強盜的工具。只有那些生產者才使金錢的存在成為可能。這就是你所認為的罪惡？…無論是海一樣多的眼淚還是全世界所有的槍砲都不會把你皮夾子裡的那些紙變成明天你要賴以度日的麵包…當人們都以自由貿易為原則把理智而不是暴力當成他們的最終裁判時，獲勝的是最好的產品、最佳的表現、最有頭腦和能力最強的人，一個人創造力的大小決定了他回報的大小。這就是以錢作為尺度和象徵的生存法典。這就是你所認為的罪惡？

### 關於性的理論
在否定傳統的利他主義道德觀的同時，蘭德也否定了在她看來屬於利他主義邏輯延伸的傳統性道德觀。蘭德在阿特拉斯聳聳肩裡提出了一套依據她的道德和心理理論形成的性理論，她不但拋棄了傳統上將性慾視為一種原始動物本能的看法，反而是將性昇華到人類價值觀的最高層次，認為性是一種個體只有透過肉體反應才能呈現出來的抽象化的知性和精神價值觀。
在阿特拉斯聳聳肩裡，故事裡的英雄角色是被那些呈現出與他們相同或類似價值觀的異性所吸引，而那些生命沒有特定目標的人則發覺性彷彿是失去了意義一般。小說裡這一對比便反映在漢克·里爾登身上，從他原本無法分享相同價值的妻子莉莉安，到與擁有相同價值和目標的達格妮發展出性關係的過程。
小說裡的三個主要角色接連發展出婚外的性關係，最初是漢克·里爾登與達格妮·塔格特在建築約翰·高爾特線的過程中發展出的性關係，後來里爾登的妻子莉莉安發現了兩人的婚外情後，她卻不想與漢克離婚，反倒是想維持他身為里爾登夫人的形象。直到後來漢克·里爾登堅持離婚了之後，莉莉安為了報復而與達格妮的哥哥詹姆斯·塔格特發生性關係，詹姆斯的妻子發現之後於是自殺。然而，小說裡都沒有提到婚外情的道德問題，只是針對性關係的本質做探討。依據蘭德的說法，英雄們將性行為視為是他們表達對肉體成就和價值的慶祝，而沒有生產力的反派人物則將性視為是利他的一種自我犧牲、或是用作表達報復和忌妒的工具。

### 科幻成分
阿特拉斯聳聳肩裡提到了眾多的科技發展和科學突破，這使許多人將阿特拉斯歸類為科幻小說。傑夫·雷根巴赫說：「阿特拉斯聳聳肩一書裡包含三樣帶動其劇情的發明：高爾特馬達、里爾登鋼鐵、以及政府研發的X計畫武器。」其他科技發明包括了高爾特峽谷用來掩飾其地理特徵的折射鏡（峽谷海市蜃樓）、一種用來刑求和凌虐的電擊刑具（費雷斯說服器）、聲控的門鎖（峽谷發電廠）、掌紋辨識的門鎖（高爾特的紐約實驗室），另外高爾特的實驗室還有特別機關，可以在被他人入侵時迅速自我摧毀整個實驗室，同時高爾特還掌握了侵入國家廣播系統的駭客技巧。雷根巴赫並說：「蘭德帶給我的訊息是：科學對人類的用處是要提供我們進行技術創新和增進生活品質的知識。然而只有在一個人類可以自由進行他們生意的社會下，科學才能發揮這樣的正面角色。」

## 評論
阿特拉斯聳聳肩剛出版三天便擠進紐約時報的全國暢銷書第13名，並在1957年12月8日到達第3名，在那個位置保持了225週。
在本書出版的那年，書評們大多給與此書負面的評價，儘管此書在市場上成為熱門的暢銷書。一些人批評此書「正當化貪婪」，但也有一些正面評論如戈爾·維達爾稱此書為「接近永恆的完美」。Helen Beal Woodward批評此書大談道德但同時卻「充滿仇恨」，紐約時報書評者格蘭維爾·希克斯也稱此書是以「仇恨為主題」。時代雜誌的書評則寫道：「這是一本小說嗎？還是一場惡夢？這是尼采版本的超人嗎？還是卡通版的超人？」保守派的國家評論雜誌的惠特克·錢伯斯則稱阿特拉斯聳聳肩是「不成熟的」、「非常愚蠢的」並且說「如果這稱得上是小說，那是對小說一詞的貶格」。錢伯斯並且大力批評此書對於無神論的支持，認為蘭德眼中的理想超人就有如馬克思主義的社會主義超人一般，取代上帝成為了宇宙的中心，同時還將此書推廣的哲學內容比喻為是「希特勒的國家社會主義和史達林的共產主義」、「向毒氣室前進！」
許多蘭德支持者對此書的負面書評做出了回應，包括了當時是蘭德書迷之一的亞倫·葛林斯班寫了一封信給紐約時報，指紐約時報所稱的「充滿仇恨」一說與事實相反，並且主張「阿特拉斯聳聳肩是對於生命和快樂的讚頌。正義在此書中得到伸揚，而有創造力的個體和堅挺不屈的人類目標和理智則帶人邁向了愉悅和滿足。那些持續不願面對理性和人類目標的寄生蟲則在書中被淘汰。」葛林斯班在此書發表前三年便已經在蘭德的書迷會中讀過了一部分未出版的草稿。蘭德追隨者列奧那多·培可夫則投稿了一篇未被出版的信回應國家評論的文章，他在文中稱「惠特克·錢伯斯是一名前共產主義者，他沿襲共產主義者的一貫作風，藉由謊言、污衊、以及扭曲他人論點的方式來攻擊蘭德。錢伯斯先生可能改變了一些政治立場，但他從共產黨那裡學來的分析和評價方式仍然沒有改變。」
此書仍然受到了一些正面的書評，比如美國信使雜誌（The American Mercury）的Richard McLaughlin將此書與《湯姆叔叔的小屋》相提並論，而知名的記者和書評家約翰·張伯倫則說阿特拉斯聳聳肩在許多層面上都脫穎而出，包括了科幻小說層面、「陀思妥耶夫斯基」式的偵探層面、以及最重要的身為政治隱喻小說的層面。蘭德的摯友、學生、以及後來一段時間成為她情人的納達涅·勃蘭登（Nathaniel Branden）則對此書有不同看法，儘管勃蘭登年輕時是蘭德的忠實跟班，曾經稱此書是「世界上最偉大的書」，而且此書初版時還將他作為獻詞對象，勃蘭登在後來與蘭德決裂後便不再支持此書。在蘭德死後兩年的1984年，勃蘭登稱阿特拉斯聳聳肩會激起讀者對於自身情感的壓制和自我否定，並且說蘭德筆下的角色「無法在單純人一般的層面進行溝通，而會不斷地展開哲學的說教」。他批評小說對於讀者會造成的一些負面心理影響，例如約翰·高爾特所推廣的以「鄙視和道德譴責」來抵制反面角色，勃蘭登則認為依據心理學家說法這種態度只會使得壞人持續變壞。儘管如此，蘭德並沒有宣稱她的哲學體系可以包含所有世界上人與人之間的「一般交流」。

### 長久影響
隨著時間發展，阿特拉斯聳聳肩替蘭德吸引了大量的書迷和哲學支持者。每年艾茵·蘭德協會都會捐助400,000本包括阿特拉斯在內的蘭德著作給各地的高中學生閱讀。依據1991年美國國會圖書館對5,000名會員進行的調查，阿特拉斯聳聳肩被列為是僅次於聖經以外最具影響力的書。Modern Library出版公司在1998年結合學者、作家和線上調查的名單則將阿特拉斯聳聳肩列為「20世紀最偉大的一百本書」的第一名。
在1997年，自由意志主義的智庫卡托研究所與客觀主義中心一同進行了一場研討會以慶祝阿特拉斯聳聳肩出版四十週年，會上讀者文摘的評論家Howard Dickman稱這本書「讓數百萬讀者擁抱了自由的思想」並且稱此書告訴了讀者他們有「快樂的權利」。
C-SPAN的「美國作家」電視系列將蘭德列為美國文學的22個代表人物之一。蘭德對於美國自由意志主義的影響非常深遠，比如自由意志主義的《理性》雜誌便是以約翰·高爾特所說的「理性、自由心靈、自由市場」為雜誌名稱來源。
奧地利經濟學派的經濟學家路德維希·馮·米塞斯則稱讚蘭德在書中毫無隱瞞的菁英主義，他在一封給蘭德的信中寫道「阿特拉斯聳聳肩不只是一本小說，我認為它還代表了第一個對當今腐化我們社會的邪惡成分做出的透徹分析，這本書徹底否定了那些自稱「知識份子」宣揚的意識形態，並且揭露了政府和政黨所推行的政策背後的真相…這本書告訴了大眾那些政客不敢告訴他們的真相－世界上存在著比你還優越的人，而他們的努力使得你的生活品質得以不斷的改善，但你卻把這一切當作理所當然的。」另一方面，左派的凱恩斯主義經濟學家保羅·克魯曼則在部落格上稱此書是如同魔戒一般只對「十四歲小孩有影響力」的童話。
2000年代末的金融危機也吸引了許多媒體和保守派評論家對此書的興趣，比如保守派的名嘴格林·貝克和拉什·林博在他們各自的廣播和電視節目上對此書讚譽有加，認為此書是對社會主義侵蝕自由社會的警告。而在2006年美國最高法院大法官克拉倫斯·托馬斯則舉出阿特拉斯聳聳肩為他最喜歡的小說之一。美國國會的共和黨眾議員約翰·B·T·坎貝爾三世則說：「人們開始覺得他們好像活在這本小說裡的情節一般，阿特拉斯聳聳肩就是我們現在的世界。」華爾街日報的一篇評論也寫出類似的看法。
依據經濟學人和紐約時報的說法，阿特拉斯聳聳肩的銷售量在2007年金融危機以來呈現大幅成長。經濟學人指出儘管這本書已經出版了半個世紀，仍然在2009年1月佔居Amazon.com的第33名暢銷書，甚至比前一年還要暢銷三倍。經濟學人稱每當嚴重衰退的經濟數據被公布時，阿特拉斯聳聳肩的銷售量就會大漲。到了2009年4月阿特拉斯聳聳肩已經攀升到小說類暢銷第一名，2009年全年的銷售則超過了50萬本。該書在2011年也創下445,000本的銷售紀錄。

## 大眾文化
以《阿特拉斯聳聳肩》為主題的電影已經在「開發地獄」停滯了將近40年。電影製作人Albert S. Ruddy在1972年向蘭德提議拍攝一部小說改編的電影，蘭德當時決定允許他拍一部以愛情為主的電影改編，但堅持要在劇本完成後讓她過目，最後兩人談不攏而罷休。在1978年國家廣播公司原本企圖以《阿特拉斯聳聳肩》改編為一齣八個小時的電視劇，但後來因為經營階層換人而告吹。
蘭德早年曾經是好萊塢的劇作家，她在晚年曾經嘗試寫出自己的劇本，但在1982年去世時只完成了三分之一。蘭德留下的包括了電影改編權利的遺產都交給了她的接班人列奧那多·培可夫。培可夫也曾多次試著將改編權賣出去，但最後仍然沒有成功。直到1992年，對電影產業沒有先前接觸但身為蘭德書迷的美國商人John Aglialoro向培可夫購買了改編電影的版權，總共付出了一百萬美元的金額。
在經過多次尋找合適製片人都失敗後，John Aglialoro與Brian Patrick O'Toole一同寫了一套劇本，並且將電影交由保羅·約翰遜擔任導演，電影預計分為三部，第一部在在2010年7月20日完成拍攝，並且在2011年4月15日上映，由Taylor Schilling主演達格妮·塔格特，Grant Bowler主演漢克·里爾登。
《阿特拉斯聳聳肩》遭受影評界的負面評論，在爛番茄只有11%的評分，而且只取得了5百萬美元票房，對此John Aglialoro批評影評界人士因政治偏見而攻擊此片 。不過，許多人例如芝加哥太陽報的羅傑·艾伯特批評電影版本的《阿特拉斯聳聳肩》劇本和拍攝水準都相當業餘，還說即使蘭德的書迷都會覺得此片相當缺乏娛樂價值。
John Aglialoro本來對第一部的票房和影評感到失望，稱他想要放棄，但後來他仍然決定繼續拍攝第二部。《阿特拉斯聳聳肩2》在2012年10月12日上映，而且沒有事先向任何影評家進行試映，結果第二部的票房比第一部還要糟糕，最後只獲得了$330萬美元。爛番茄的21則影評平均給了第二部5%的評分。然而就如同第一部一般，不少保守派的影評例如富比士的作家John Tamny仍給了此片正面的影評，還稱本片是「精彩描繪了我們所活當下這個創造者被小偷所綑綁的世界。」
儘管已經在本片三部曲前兩部上損失了上千萬美元，John Aglialoro仍堅持繼續資助此系列拍攝。《阿特拉斯聳聳肩3》預計將在2014年7月4日美国国庆日上映，後延期至9月12日。

## 深入閱讀

### 出版品
- Rand, Ayn.  35th anniversary. New York: Dutton. 1992 [1957]. ISBN 0-525-94892-9.
- Branden, Nathaniel. . . Book co-authored with Barbara Branden. New York: Random House. 1962: 3–65. OCLC 313377536. ISBN 978-1-57724-033-4.
- Gladstein, Mimi Reisel. . Twayne's Masterwork Studies. New York: Twayne Publishers. 2000. ISBN 0-8057-1638-6.
- Hunt, Robert. . Slusser, George E.; Rabkin, Eric S. & Scholes, Robert  (编). . Carbondale, Illinois: Southern Illinois University Press. 1983: 80–98. ISBN 0-8093-1105-4.
- Mayhew, Robert (编). . Lanham, Maryland: Lexington Books. 2009. ISBN 978-0-7391-2780-3.
- Michalson, Karen. . Gladstein, Mimi Reisel & Sciabarra, Chris Matthew  (编). . Re-reading the Canon. University Park, Pennsylvania: The Pennsylvania State University Press. 1999. ISBN 0-534-57625-7.
- Wilt, Judith. . Gladstein, Mimi Reisel & Sciabarra, Chris Matthew  (编). . Re-reading the Canon. University Park, Pennsylvania: The Pennsylvania State University Press. 1999. ISBN 0-534-57625-7.
- Younkins, Edward W. (编).  paperback. Burlington, Vermont: Ashgate Publishing. 2007. ISBN 0-7546-5549-0.

### 外語譯本
- 中文: 《阿特拉斯耸耸肩》，共三冊，由楊格翻譯，重庆出版社出版，2007年10月，ISBN 978-7-5366-8639-7。此譯本是直到2013年5月為止中文世界唯一的譯本，同時也是「阿特拉斯耸耸肩」中文譯名的起始者。
- 荷蘭文: Atlas in Staking, "De Boekenmaker"出版, www.boekenmaker.nl (Krommenie, 2006).
- 法文:
  - La révolte d'Atlas, 2 vol. (Paris 1958 et 1959, Editions Jeheber). 包含許多翻譯錯誤，而且這個版本並沒有經過蘭德授權權，出版社出到第二冊時倒閉因而中止。
  - Monique di Pieirro也翻譯了一個未經授權的版本，在2009年出現在網路上。
  - La Grève (Paris, France: Les Belles Lettres, September 22, 2011), ISBN 978-2-251-44417-8 (paperback). 唯一經過艾茵·蘭德協會授權的法文版本。譯者: Sophie Bastide-Foltz.
- 德文: Wer ist John Galt? (Hamburg, Germany: GEWIS Verlag), ISBN 978-3-932564-03-1.
- 希伯來文: מרד הנפילים, (Tel Aviv, Israel: S. Fridman, 1999), 2 vol., Danacode 113-138 (hardcover). 譯者: Itzhak Avrahami.
- 匈牙利文: Veszett világ (Budapest, Hungary: Alexandra Kiadó), ISBN 978-963-297-112-4.
- 義大利文: La rivolta di Atlante, 3 vol. (Milano, Corbaccio, 2007), ISBN 978-88-7972-863-8, ISBN 978-88-7972-878-2, ISBN 978-88-7972-881-2. 譯者: Laura Grimaldi
- 日文: 肩をすくめるアトラス (ビジネス社), ISBN 978-4-8284-1149-1. 譯者: 脇坂あゆみ.
- 馬拉提文: 第一個出版的版本包含許多錯誤，新出的版本則被認為是忠於蘭德的著作。
  - ऍटलस श्रग्ग्ड (Atlas Shrugged; Diamond Publications, India; 2011) 譯者: Mugdha Karnik; ISBN 978-81-8483-350-8 (Paperback).
  - युगांत (Yuganta), published by Shivam Prakashan; October 2004, 譯者: श्री. सु. वि. पारखी (S. V. Parkhi)
- 蒙古文: Атлантын нуруу тэнийв (Mongolian Libertarian Fund, Ulaanbaatar, 2010), ISBN 978-9996258-06-0. 譯者: J.Nergui.
- 挪威文: De som beveger verden. (Kagge Forlag, 2000), ISBN 978-82-489-0083-2 (hardcover), ISBN 978-82-489-0169-3 (paperback). 譯者: John Erik Bøe Lindgren.
- 波蘭文: Atlas zbuntowany (Zysk i S-ka, 2004), ISBN 978-83-7150-969-8 (hardcover). 譯者: Iwona Michałowska.
- 葡萄牙文:
  - Quem é John Galt? (Editora Expressão e Cultura, 1987), ISBN 978-85-208-0248-9 (paperback). 譯者: Paulo Henriques Britto.
  - A Revolta de Atlas (Editora Sextante, 2010) ISBN 978-85-99296-83-7 (paperback, box). 譯者: Paulo Henriques Britto.
- 俄文: Атлант расправил плечи (Издательство Альпина Бизнес Букс, 2007 г.), ISBN 978-5-9614-0603-0. 譯者: Ю.Соколов, В.Вебер, Д.Вознякевич.
- 西班牙文: La rebelión de Atlas. (Editorial Grito Sagrado), ISBN 978-987-20951-0-9 (hardcover), ISBN 978-987-20951-1-6 (paperback).
- 瑞典文: Och världen skälvde. (Timbro Förlag, 1986), ISBN 978-0-394-41576-5. 譯者: Maud Freccero.
- 土耳其文: Atlas Silkindi. (Plato Yayınları, 2003), ISBN 978-975-96772-6-8. 譯者: Belkıs Çorapçı.

## 外部連結
- 《阿特拉斯耸耸肩》 在Google圖書的中文譯本資訊（無預覽）
- 阿特拉斯聳聳肩-安·蘭德 （页面存档备份，存于） 正體中譯本
- Atlas Shrugged: (Centennial Edition) （页面存档备份，存于） 英文版本的Google圖書頁面
- Atlas Shrugged （页面存档备份，存于） 以阿特拉斯耸耸肩一書為主題的網站
- 小說裡情節的時間表 （页面存档备份，存于） 阿特拉斯學會的專頁